# Amod
Amod fou una tikhana al districte de Broach, a la presidència de Bombai amb 456 km² 1 vila i 47 poblets, i una població el 1881 de 39.641 habitants. El riu Dhadhar forma el límit nord i en aquesta zona és molt selvàtic. Cultiu de cotó i gra. L'aigua és escassa.
La capital és Amod a uns 2 km al sud del riu Dhadhar, a 30 km al nord de Broach i 50 km al sud-oest de Baroda (21° 59′ 30″ N, 72° 56′ 15″ E / 21.99167°N,72.93750°E). La seva població el 1881 era de 5.822 el 80% hindús. És la residència del thakur.